# Суарт, Рон
Рональд Суарт (англ. Ronald Suart; 18 ноября 1920 года, в Барроу-ин-Фернесс, Англия — 25 марта 2015) — английский футболист и футбольный тренер, бывший центральный защитник футбольных клубов «Блэкпул», «Блэкберн Роверс» и «Уиган Атлетик». Был главным тренером «Блэкпула» на протяжении 9 лет, больше только у Джо Смита.

## Клубная карьера
Рон Суарт играл на позиции защитника в «Блэкпуле» в связке с Джо Ферроу и Гарри Джонстоном в одной команде с такими легендами как Стэнли Мэтьюз и Стэн Мортенсен. В 1948 году «Блэкпул» достиг финала Кубка Англии, но Суарт пропустил его из-за травмы. Через год Рон перешёл в «Блэкберн Роверс», в котором играл до завершения карьеры игрока в 1955 году. 29 августа 1953 года в журнале «Soccer Star» Суарт был представлен как «защитник способный сыграть как справа, так и слева».

## Тренерская карьера
В сезоне 1955/56, Рон перешёл в «Уиган Атлетик» уже как играющий тренер, проведя 34 матча. По окончании сезона он оставил клуб и присоединился к «Сканторп Юнайтед», игравшему в Третьем северном дивизионе. В сезоне 1957/58, выиграв этот турнир и выведя клуб во Второй дивизион, Рон вернулся в родной «Блэкпул». Суарт стал первым экс-«сисайдером», вернувшимся в клуб в качестве главного тренера «Блэкпула», игравшего в Первом дивизионе. «Я намерен работать очень упорно в Блэкпуле» — сказал он. «У меня есть свои планы сотрудничества с директорами, игроками, сотрудниками и общественностью, я уверен, что они будут работать, чтобы было хорошо. После такого человека, как Джо Смит, с его замечательной карьерой, не будет легко, но я чувствую себя уверенно, и мысль о управлении клубом в котором я когда-то играл очень волнующа».
Суарту удалось сохранить место Блэкпула в высшем дивизионе в течение следующих восьми сезонов, а также он достиг полуфинала Кубка Футбольной лиги в 1962 году, проиграв будущим чемпионам «Норвич Сити». В «Блэкпуле», он помог раскрыться будущим английским легендам, при нём заиграли Алан Болл, Рэй Чернли и Эмлин Хьюз, но финансовое состояние клуба не смогло удержать этих игроков в команде. В январе 1967 года Рон ушёл в отставку, за четыре месяца до того как «Блэкпул» вылетел во Второй дивизион, на этом посту его сменил Стэн Мортенсен. Рон Суарт до сих пор остаётся на втором месте по продолжительности пребывания в должности главного тренера «Блэкпула» после Джо Смита.
В 1967 году Суарт стал помощником главного тренера «Челси» Томми Дохерти, проведя в этой должности семь лет. Дохерти покинул клуб в октябре 1967 года, а Суарт был назначен временно исполняющим обязанности главного тренера. После прихода в клуб Дейва Секстона, он сохранил свою должность ассистента. Он был с клубом, когда они выиграли Кубок Англии 1970 и Кубок обладателей кубков УЕФА в 1971 году. Когда Секстон был уволен в октябре 1974 года, после провального старта сезона, Суарт возглавил первую команду. Тем не менее, он был не в состоянии предотвратить скольжение клуба к вылету из высшего дивизиона и был заменён на Эдди Маккриди в апреле следующего года. Позже он стал скаутом в «Уимблдоне», но тяжёлое финансовое состояние клуба, заставило расстаться с 82-летним тренером в феврале 2002 года. 25 марта 2015 года, Рон Суарт умер в возрасте 94-х лет

## Достижения
«Сканторп Юнайтед»
- Чемпион Третьего дивизиона (1): 1957/58
- Итого: 1 трофей